# شکرک
شکرک، روستایی از توابع بخش ارم، شهرستان دشتستان، استان بوشهر در ایران است. 

## جمعیت
این روستا در دهستان ارم قرار داشته و براساس سرشماری سال ۱۳۸۵ جمعیت آن ۱۷۳نفر (۴۳خانوار) می‌باشد.